# Kurt Thomas (basquetebolista)
Kurt Vincent Thomas conhecido simplesmente como Kurt Thomas nasceu no dia 4 de Outubro de 1972 na cidade de Dallas, Texas. É um jogador profissional de basquetebol de nacionalidade norte americana que atualmente defende o Chicago Bulls da National Basketball Association. Ele também passou por outras grandes equipes como o Miami Heat, Dallas Mavericks, Milwaukee Bucks, New York Knicks, Phoenix Suns, Seattle SuperSonics e o San Antonio Spurs.